# 亚历山大·塔马尼扬
亚历山大·奥加涅索维奇·塔马尼扬（1878年3月4日—1936年2月20日），俄罗斯帝国、苏联时期的亚美尼亚新古典主义建筑师、城市规划师，出生于俄罗斯的库班州，后移居亚美尼亚，是埃里温的规划者，和俄罗斯、亚美尼亚两国很多建筑的作者。塔马尼扬曾于1926年获得亚美尼亚人民建筑师，并在去世后的1942年获得了第二届斯大林奖。

## 生平

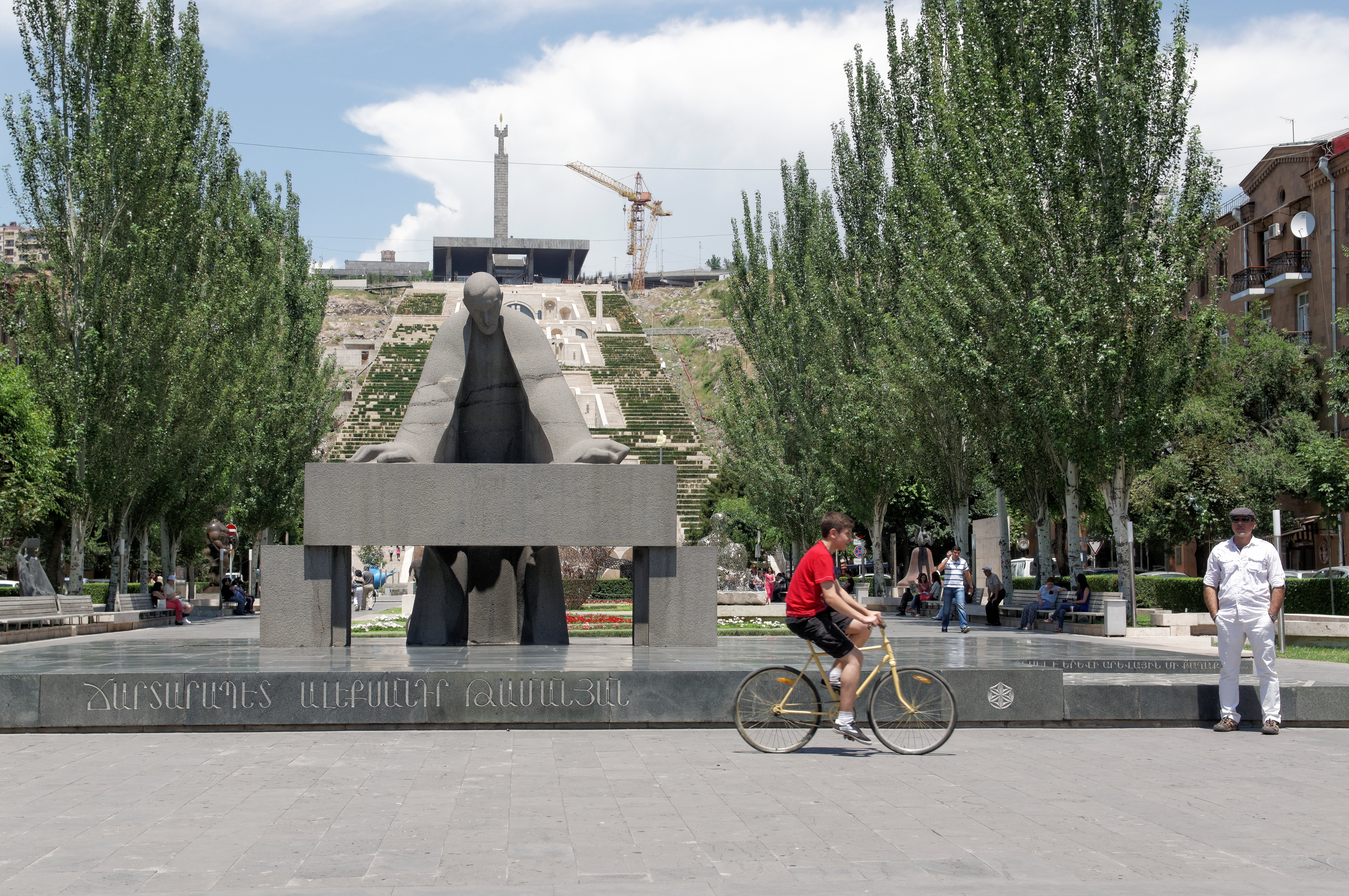
亚历山大·塔马尼扬雕塑，埃里温

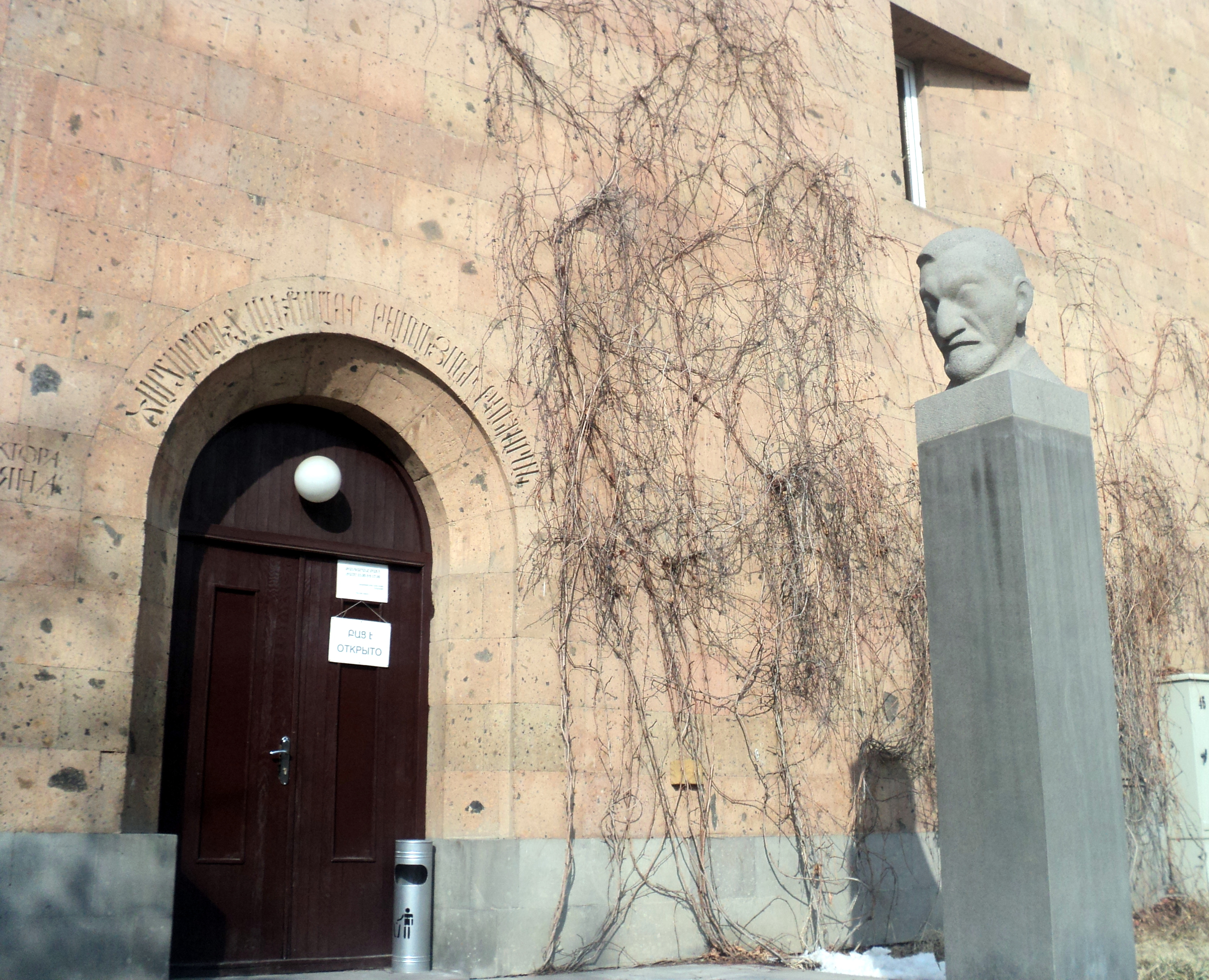
埃里温的亚历山大·塔马尼扬博物馆

塔马尼扬于1878年3月4日出生于俄罗斯帝国库班州叶卡捷琳诺达尔（今克拉斯诺达尔）的一个银行家的家庭里。1896年，他从库班亚历山德罗夫斯克中学毕业，两年后考入帝国艺术学院建筑系，1904年毕业。据塔马尼扬的姐姐和他朋友尤金·施罗特称，塔马尼扬在艺术学院学习期间，就喜欢翻看古迹图纸图片和研究历史建筑。
他最初作品的风格是当时流行的新古典主义。1909年参加了雅罗斯拉夫尔省莫洛加区穆辛-普希金庄园两所房舍的修复重建。他的早期作品还包括1911年至1912年建的皇村的V.P.科丘贝宅邸；1911年至1913年建的莫斯科诺文思奇大道的S.A.谢尔巴托夫王子住宅；1913年至1923年建的莫斯科附近的普罗佐罗夫斯卡娅站（今克拉托沃）的铁路职工住房和结核病疗养院；1916年建的柳别尔齐的喀山站的中央车间。
亚历山大·塔马尼扬于1914年成为建筑院士，于1917年被选为艺术学院的副主席。1923年，他移居到了埃里温，引领了该共和国的建设工作。他是当地人民委员会的首席工程师，1925年至1936年间还是亚美尼亚苏维埃CEC的成员，设计了列宁纳坎（今久姆里，1925年）、斯捷潘纳克特（1926年）、诺-巴耶济德（今加瓦尔）等城镇和村庄的布局。1924年批准的埃里温第一份现代城市总体规划也是由塔马尼扬做的，该规划是埃里温从一个小省会城市向重要工业和文化中心的现代亚美尼亚的首都的本质上的风格转型。他的设计以新古典主义为主，但也添加了很多民族风味，比如红色凝灰岩衬料、传统的装饰石雕。他在埃里温所有作品中最知名的是1926年的水电站，1926年至1953年间的埃里温歌剧院，1926年至1941年间的共和国广场等。他还在该国的历史建筑修复工程的发展中扮演了一个主要角色，主持了亚美尼亚古迹保护委员会的工作。
塔马尼扬的妻子是伯努瓦家族的兹卡米拉·爱德华。他们的儿子格沃尔格和尤利乌斯也都成了著名建筑师，延续了他们父亲的事业。
1936年2月20日，塔马尼扬在埃里温去世，被葬在了埃里温市中心的科米塔斯先贤祠。

## 建筑
- 阿加西·汗吉安（英语：Aghasi Khanjian）官邸 - 赫拉兹丹河谷 – 1920年代
- 安德烈·萨哈罗夫广场 – 纳尔班迪安路、普希金路、瓦尔达南茨路 – 1924年
- 自由广场 – 马什托茨街、捷良路、萨亚特-诺瓦路 – 1924年-1939年
- 共和国广场 – 1926年-1977年
- 大学天文台 - 学生公园（阿博维扬路与捷良路之间） – 1926年
- 第一水力发电厂 – 赫拉兹丹河左岸 – 1926年
- 埃里温国立医科大学（英语：Yerevan State Medical University） – 科云路 – 1927年-1955年
- 动物学与兽医研究所 – 纳尔班迪安路 – 1928年
- 妇产科医院 – 阿博维扬路 – 1929年
- 物理治疗研究所 – 阿博维扬路 – 1930年、1932年、1939年
- 亚美尼亚国立工程大学（英语：State Engineering University of Armenia） - 捷良路 – 1932年、1935年
- 建筑建设大学 – 捷良路 – 1935年
- 儿童医院 – 阿博维扬路 – 1939年
- 国家模范歌剧芭蕾舞剧院 – 自由广场 – 1933年、1940年、1953年
- 政府办公房屋 – 共和国广场 – 1941年、1952年

## 规划

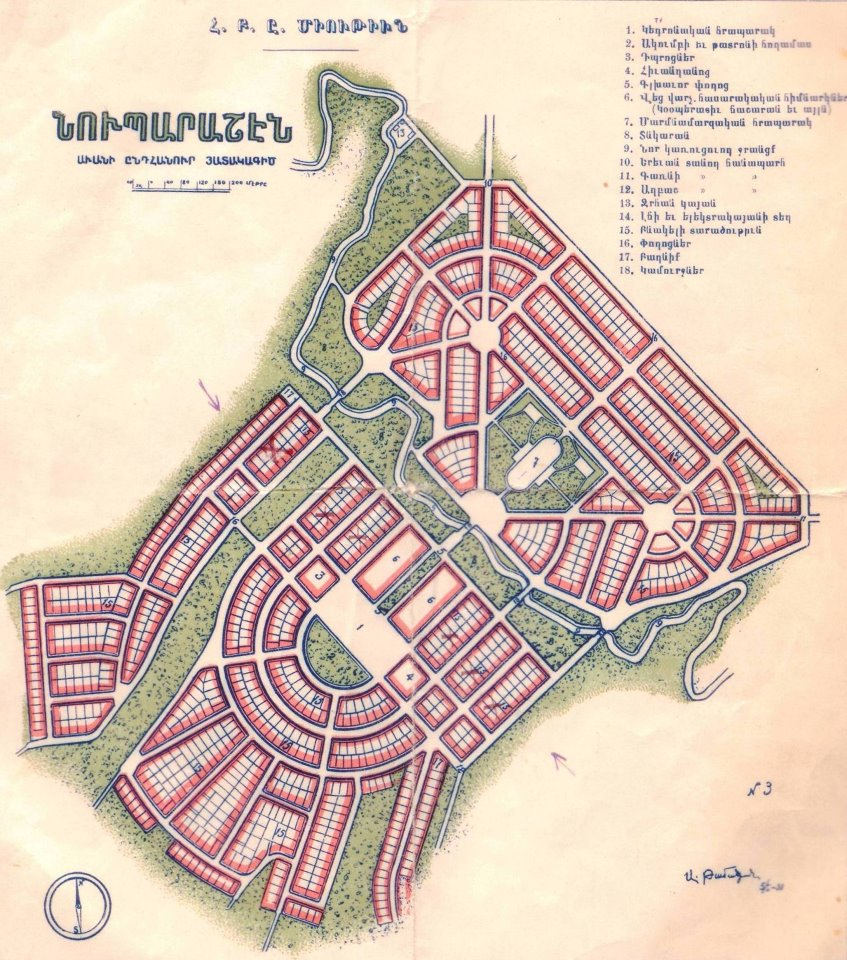
亚历山大·塔马尼扬设计的亚美尼亚努巴拉申规划，1926年

塔马尼扬还曾设计了亚美尼亚的一些城镇和城市的规划，例如：
- 埃里温[4]
  - 诺阿拉伯基尔（英语：Arabkir (district)）镇
  - 努巴拉申（英语：Nubarashen），1926年
- 埃奇米阿津
- 斯捷潘納克特，1926年

## 荣誉
- 1926年，获得亚美尼亚苏维埃社会主义共和国人民建筑师称号
- 1942年追授，因亚美尼亚苏维埃社会主义共和国政府大厦的建筑设计（1926年至1941年）获得第二届斯大林奖

## 纪念
- 21世纪初，在埃里温市中心成立亚历山大·塔马尼扬建筑博物馆。
- 2000年，亚美尼亚发行了塔马尼扬纪念邮票。
- 鉴于亚历山大·塔马尼扬对当地文化的贡献，亚美尼亚500德拉姆纸币上印有他的肖像。